# مدفع رشاش متوسط

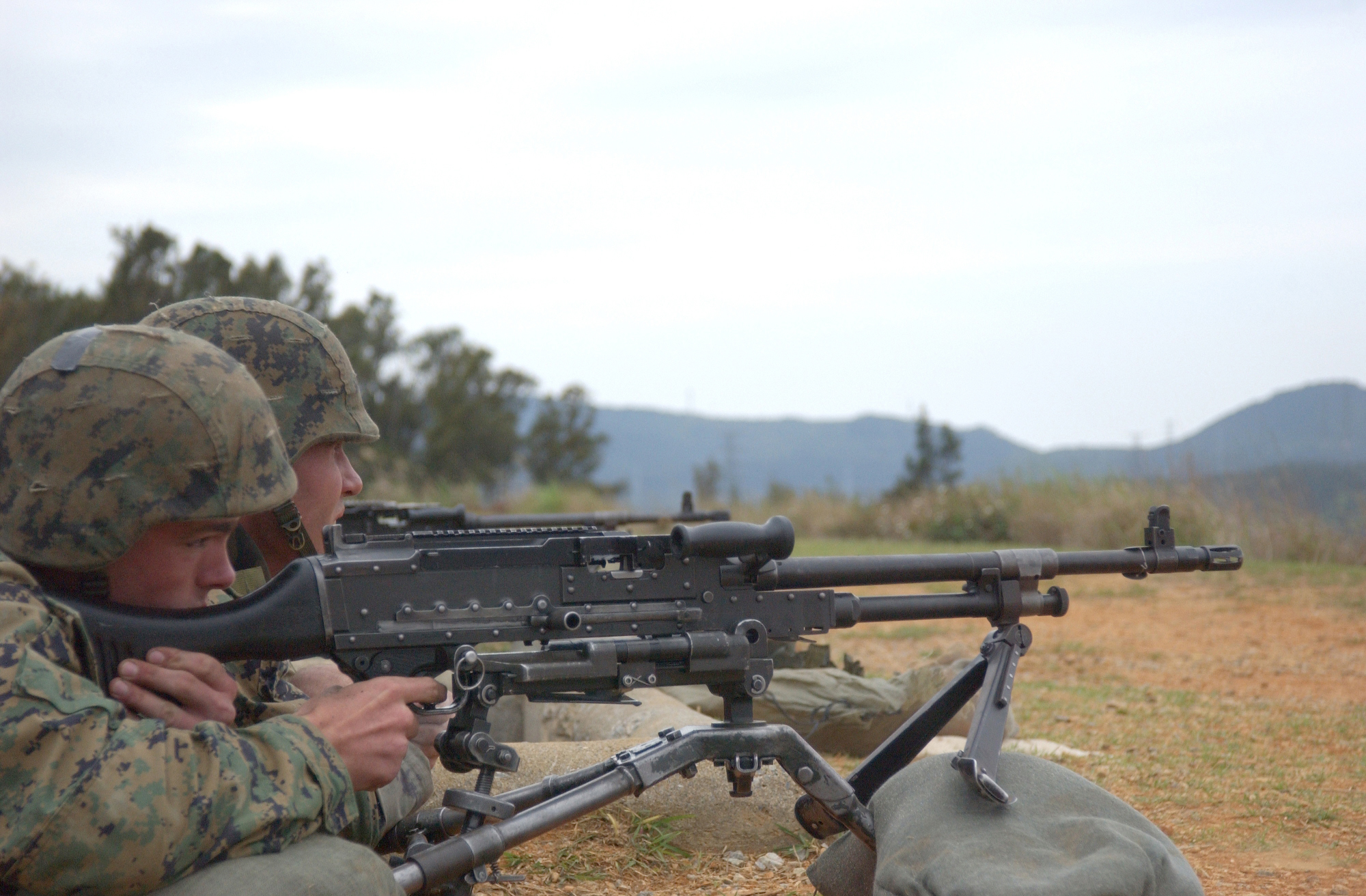
مدفع رشاش متوسط

مدفع رشاش متوسط في المصطلحات الحديثة، عادة ما يشير إلى سلاح ناري تلقائي التلقيم، والتي تعتمد الطاقة الصادرة من خرطوشة البندقية التي اطلقت.